# Some days you eat the bear
Some days you eat the bear and some days the bear eats you is het vierde soloalbum van Iain Matthews. Het album was alweer het laatste dat Matthews zou opnemen voor Elektra Records. Het album is opgenomen in de Electra Sound Studio te Los Angeles. Matthews schakelde een lijst van musici in voor dit album. Langzaamaan beginnen de critice te morren, want de muziek van Matthews lijkt steeds meer op een herhaling van wat al op plaat stond.

## Musici
- Iain Matthews – zang, akoestische gitaar
- Jeff "Skunk" Baxter – elektrische gitaar, pedal steel guitar
- David Lindley - lap steel guitar
- B. J. Cole - pedal steel guitar
- David Dickey - basgitaar
- Billy Graham – basgitaar, fiddle
- Andy Roberts, Danny Weis, Steve Gillette – akoestische gitaar
- Joel Tepp – akoestische gitaar, mondharmonica
- Robert Warford, Jay Lacy - elektrische gitaar
- David Barry, Mike Fonfara  – toetsinstrumenten
- Lyn Dobson, Al Garth – saxofoon
- Danny Lane, Willie Leacox, Timi Donald – slagwerk

## Muziek
| Nr. | Titel                                         | Duur |
| --- | --------------------------------------------- | ---- |
| 1.  | Ol' 55 (Tom Waits)                            | 3:12 |
| 2.  | I don't want to talk about it (Danny Whitten) | 3:38 |
| 3.  | A Wailing goodbye (Matthews)                  | 2:52 |
| 4.  | Keep on sailing (Matthews)                    | 4:37 |
| 5.  | Tried so hard (Gene Clark)                    | 3:00 |

| Nr. | Titel                                       | Duur |
| --- | ------------------------------------------- | ---- |
| 1.  | Dirty work (Donald Fagen, Walter Becker)    | 2:51 |
| 2.  | Do I still figure in your life (Pete Dello) | 2:51 |
| 3.  | Home (Matthews)                             | 3:12 |
| 4.  | Biloxi (Jesse Winchester)                   | 4;18 |
| 5.  | The fault (Matthews)                        | 3:00 |